# Hayanari Shimoda
Hayanari Shimoda (ur. 16 lipca 1984 w Tokio) – japoński kierowca wyścigowy.

## Kariera

### Formuła Renault 2.0
Shimoda rozpoczął karierę w wyścigach samochodowych w 2001 roku, od startów gościnnych we  Włoskiej Formule Renault oraz w Brytyjskiej Formule Renault. Rok później w edycji brytyjskiej przejechał już osiem wyścigów z ekipą Paston Racing. Z dorobkiem 14 punktów ukończył sezon na 28 pozycji w klasyfikacji generalnej. W tym samym roku pokazał się również na starcie w jednym wyścigu Europejskiego Pucharu Formuły Renault 2000.

### Le Mans
W 2003 roku Hayanari pokazał się z bardzo dobrej strony w klasie LMP 675 class w dwudziestoczterogodzinnym wyścigu Le Mans. Był tam drugi. W tym samym sezonie wystartował gościnnie w American Le Mans Series. W 2005 roku były to już starty regularne. Spośród trzech wyścigów jeden zwyciężył, co mu dało ósmą pozycję w klasyfikacji generalnej. Dużo lepiej spisał się w Le Mans Series Endurance, gdzie wywalczył tytuł wicemistrzowski. Do obu tych serii Shimoda powrócił w sezonie 2007, jednak zajął w nich odległe odpowiednio 21. i 22. miejsce.

### Formuła Renault 3.5
Na sezon 2006 Japończyk podpisał kontrakt z włoską ekipą Victory Engineering na starty w Formule Renault 3.5. W ciągu 15 wyścigów zdołał zdobyć łącznie 12 punktów. Został sklasyfikowany na 23 lokacie w klasyfikacji generalnej.

## Statystyki
| Sezon     | Seria                                   | Zespół                | Wyścigi | Zwycięstwa | PP | NO | Podium | Punkty | Pozycja |
| --------- | --------------------------------------- | --------------------- | ------- | ---------- | -- | -- | ------ | ------ | ------- |
| 2001      | Włoska Formuła Renault                  | Toby Fortec Racing    | 2       | 0          | 0  | 0  | 0      | 0      | NS      |
| 2001      | Brytyjska Formuła Renault               | Paston Racing         | 1       | 0          | 0  | 0  | 0      | 0      | NS      |
| 2002      | Brytyjska Formuła Renault               | Paston Racing         | 8       | 0          | 0  | 0  | 0      | 14     | 28      |
| 2002      | All-Japan GT Championship - Class GT500 | Racing Team Cerumo    | 5       | 0          | 0  | 0  | 0      | 4      | 32      |
| 2002      | Europejski Puchar Formuły Renault 2000  | Rod Blow              | 1       | 0          | 0  | 0  | 0      | 0      | NS      |
| 2003      | Europejski Puchar Formuły Renault V6    | RN Motorsport         | 17      | 0          | 0  | 0  | 0      | 62     | 12      |
| 2003      | FIA Sportscar Championship - SR1        | RN Motorsport         | 4       | 1          | 1  | 2  | 2      | 26     | 5       |
| 2003      | American Le Mans Series - LMP675        | RN Motorsport         | 1       | 0          | 0  | 0  | 0      | 0      | NS      |
| 2003      | 24h Le Mans - LMP 675                   | RN Motorsport         | 1       | 0          | 0  | 0  | 1      | N/A    | 2       |
| 2004      | Europejski Puchar Formuły Renault V6    | David Price Racing    | 13      | 0          | 0  | 1  | 1      | 72     | 14      |
| 2004      | 24h Le Mans - LMP1                      | Zytek Engineering Ltd | 1       | 0          | 0  | 0  | 0      | N/A    | NS      |
| 2005      | Le Mans Endurance Series LMP1           | Zytek Motorsport      | 5       | 2          | 1  | 3  | 2      | 32     | 2       |
| 2005      | American Le Mans Series - LMP1          | Zytek Engineering     | 3       | 1          | 2  | 2  | 1      | 33     | 8       |
| 2005      | Suzuka 1000 km                          | Team SARD             | 1       | 0          | 0  | 0  | 1      | N/A    | 1       |
| 2005/2006 | A1 Grand Prix                           | Team Japan            | 9       | 0          | 0  | 0  | 0      | 8      | 21      |
| 2006      | Formuła Renault 3.5                     | Victory Engineering   | 15      | 0          | 0  | 0  | 0      | 12     | 23      |
| 2007      | Le Mans Series - LMP1                   | Arena Motorsport      | 3       | 0          | 0  |    | 0      | 3      | 22      |
| 2007      | American Le Mans Series - LMP2          | Zytek Motorsports     | 1       | 0          | 0  | 0  | 0      | 6      | 21      |

## Wyniki w Formule Renault 3.5
| Legenda oznaczeń w tabelach wyników Wyświetl szablon na nowej stronie | Legenda oznaczeń w tabelach wyników Wyświetl szablon na nowej stronie                                                                     |
| Oznaczenie                                                            | Wyjaśnienie |
| --------------------------------------------------------------------- | --- |
| Złoty                                                                 | Zwycięzca lub mistrzostwo |
| Srebrny                                                               | 2. miejsce lub wicemistrzostwo |
| Brązowy                                                               | 3. miejsce lub II wicemistrzostwo |
| Zielony                                                               | Ukończył, punktował (w klasyfikacji generalnej, gdy zdobył co najmniej jeden punkt na przestrzeni sezonu, poza trzema powyższymi opcjami) |
| Niebieski                                                             | Ukończył, nie punktował (w klasyfikacji generalnej, gdy nie zdobył co najmniej jednego punktu na przestrzeni sezonu)                      |
| Czerwony                                                              | Nie zakwalifikował się (NZ) |
| Czerwony                                                              | Nie prekwalifikował się (NPK) |
| Różowy                                                                | Nie ukończył (NU) |
| Różowy                                                                | Niesklasyfikowany (NS) (w klasyfikacji generalnej, gdy nie został sklasyfikowany w żadnym wyścigu sezonu)                                 |
| Czarny                                                                | Zdyskwalifikowany (DK) |
| Czarny                                                                | Wykluczony (WYK/EX) |
| Biały                                                                 | Nie wystartował (NW) |
| Biały                                                                 | Kontuzjowany (K/INJ) |
| Biały                                                                 | Wyścig odwołany (OD/C) |
| Bez koloru                                                            | Został wycofany (WYC/WD) |
| Bez koloru                                                            | Nie przybył (NP/DNA) |
| Bez koloru                                                            | Nie brał udziału w treningach (NT/DNP) |
| Bez koloru                                                            | Nie został zgłoszony (–) |
| Pogrubienie                                                           | Start z pole position |
| Kursywa                                                               | Najszybsze okrążenie wyścigu |
| †                                                                     | Nie ukończył, ale jego rezultat został zaliczony ze względu na przejechanie więcej niż 90% dystansu wyścigu.                              |
| *                                                                     | Sezon w trakcie |
| 1/2/3                                                                 | Punktowana pozycja w sprincie kwalifikacyjnym                                                                                             |
| Lista systemów punktacji Formuły 1                                    | |

| Rok  | Zespół              | Wyniki w poszczególnych eliminacjach | Wyniki w poszczególnych eliminacjach | Wyniki w poszczególnych eliminacjach | Wyniki w poszczególnych eliminacjach | Wyniki w poszczególnych eliminacjach | Wyniki w poszczególnych eliminacjach | Wyniki w poszczególnych eliminacjach | Wyniki w poszczególnych eliminacjach | Wyniki w poszczególnych eliminacjach | Wyniki w poszczególnych eliminacjach | Wyniki w poszczególnych eliminacjach | Wyniki w poszczególnych eliminacjach | Wyniki w poszczególnych eliminacjach | Wyniki w poszczególnych eliminacjach | Wyniki w poszczególnych eliminacjach | Wyniki w poszczególnych eliminacjach | Wyniki w poszczególnych eliminacjach | Punkty | Pozycja |
| ---- | ------------------- | ------------------------------------ | ------------------------------------ | ------------------------------------ | ------------------------------------ | ------------------------------------ | ------------------------------------ | ------------------------------------ | ------------------------------------ | ------------------------------------ | ------------------------------------ | ------------------------------------ | ------------------------------------ | ------------------------------------ | ------------------------------------ | ------------------------------------ | ------------------------------------ | ------------------------------------ | ------ | ------- |
| 2006 | Victory Engineering | ZOL                                  | ZOL                                  | MON                                  | TUR                                  | TUR                                  | ITA                                  | ITA                                  | SFR                                  | SFR                                  | DEU                                  | DEU                                  | GBR                                  | GBR                                  | FRA                                  | FRA                                  | ESP                                  | ESP                                  | 12     | 23      |
| 2006 | Victory Engineering | 24                                   | 13                                   | 5                                    | 7                                    | 17                                   | NU                                   | NU                                   | 14                                   | 11                                   | NU                                   | 9                                    | NU                                   | 12                                   | 14                                   | 13                                   | -                                    | -                                    | 12     | 23      |